# SN 2005ma
SN 2005ma – supernowa typu IIn-? odkryta 24 grudnia 2005 roku w galaktyce M-02-13-13. W momencie odkrycia miała maksymalną jasność 17,90m.